# El Tarter (Andora)
El Tarter – miasto w Andorze, w parafii Canillo. Według danych na rok 2012 liczy 722 mieszkańców.